# روز حریم خصوصی اطلاعات
روز حریم خصوصی داده‌ها (در اروپا به عنوان روز حفاظت از داده‌ها شناخته می‌شود) رویدادی بین‌المللی است که هر ساله در ۲۸ ژانویه (به شمسی: ‎۹ بهمن) برگزار می‌شود. هدف از بزرگزاری این روز افزایش آگاهی در خصوص حفظ حریم خصوصی داده‌ها ارائه بهترین روشهای حفظ حریم خصوصی و حفاظت از داده است. در حال حاضر در ایالات متحده، کانادا، اسرائیل و ۴۷ کشور اروپایی مشاهده می‌شود.

## سازمان‌های شرکت کننده
تعدادی از سازمان‌های شرکت‌کننده برای روز ۲۸ ژانویه ۲۰۱۶ حریم خصوصی و حفاظت از داده‌ها عبارتند از:
- کارگروه ضد فیشینگ
- دانشگاه کارنگی ملون[۳]
- مدیران ریسک داده‌های سایبری
- EDUCAUSE
- دانشگاه جورج تاون
- کمیسیون تجارت فدرال (FTC)
- کمیسیون ارتباطات فدرال (FCC)
- دفتر تحقیقات فدرال (FBI)
- شورای سرقت هویت
- کمیسر حریم خصوصی کانادا
- دفتر دادستان کل ایالت نیویورک
- کمیسر اطلاعات بریتانیا[۴][۵]
- شورای امنیت داده هند .[نیازمند منبع]